# ناگوان سادات
ناگوان سادات (به انگلیسی: Naugawan Sadat) یک منطقهٔ مسکونی در هند است که در بخش امروها واقع شده‌است. ناگوان سادات ۳٫۱ km کیلومتر مربع مساحت و ۵۶٬۴۹۳ نفر جمعیت دارد.